# Feuerkissenverwandte
Die Feuerkissenverwandten (Pyronemataceae) bilden die mit Abstand größte Familie in der Ordnung der Becherlingsartigen (Pezizales) innerhalb der Abteilung der Schlauchpilze. Sie umfasst 80 Gattungen mit mehr als 660 Arten und stellt so etwa die Hälfte aller Arten ihrer Ordnung. Neuere phylogenetische Studien zeigen, dass die gegenwärtig beschriebene Familie polyphyletisch ist.

## Merkmale

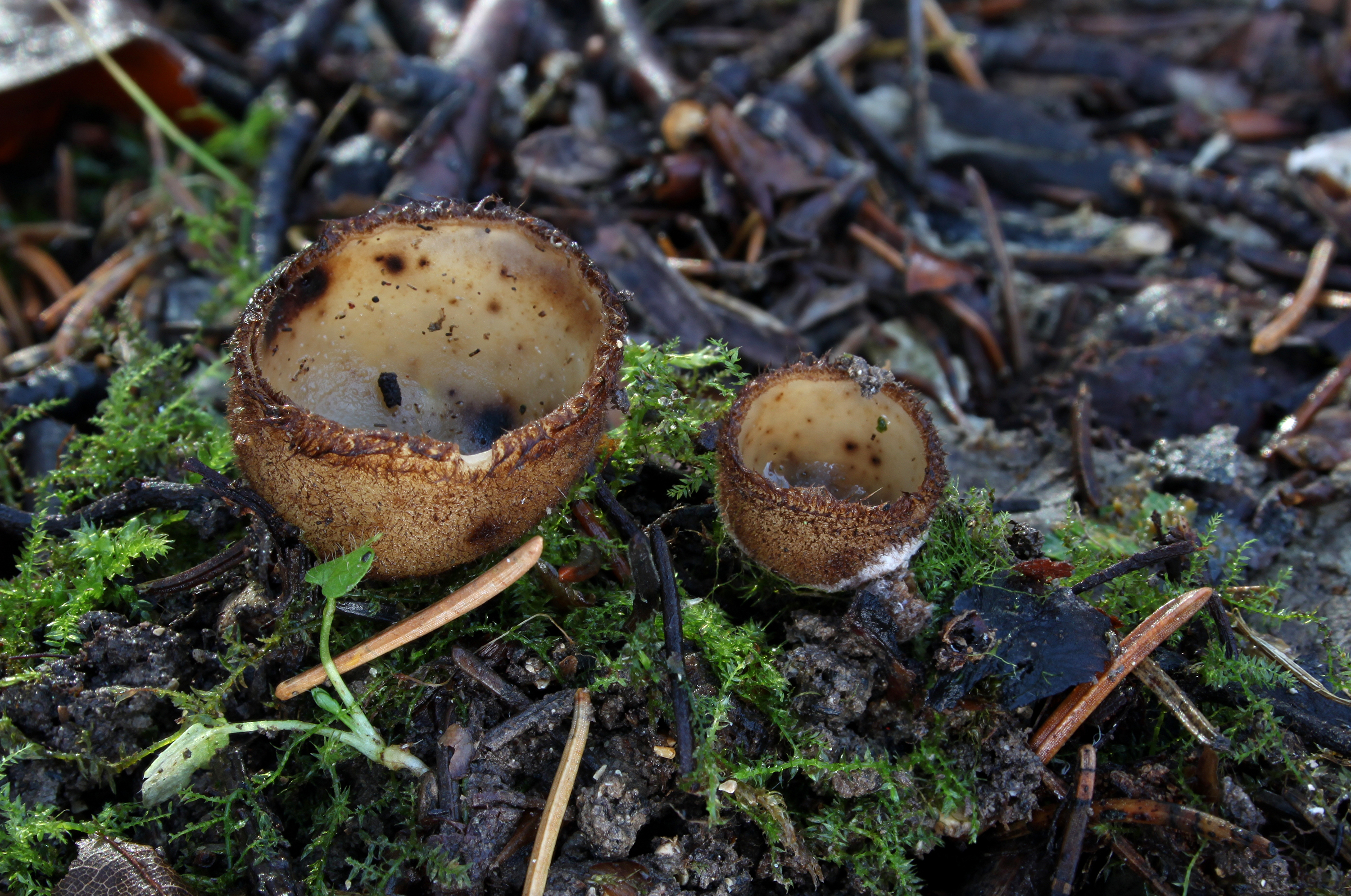
Halbkugeliger Borstenbecherling
Humaria hemisphaerica

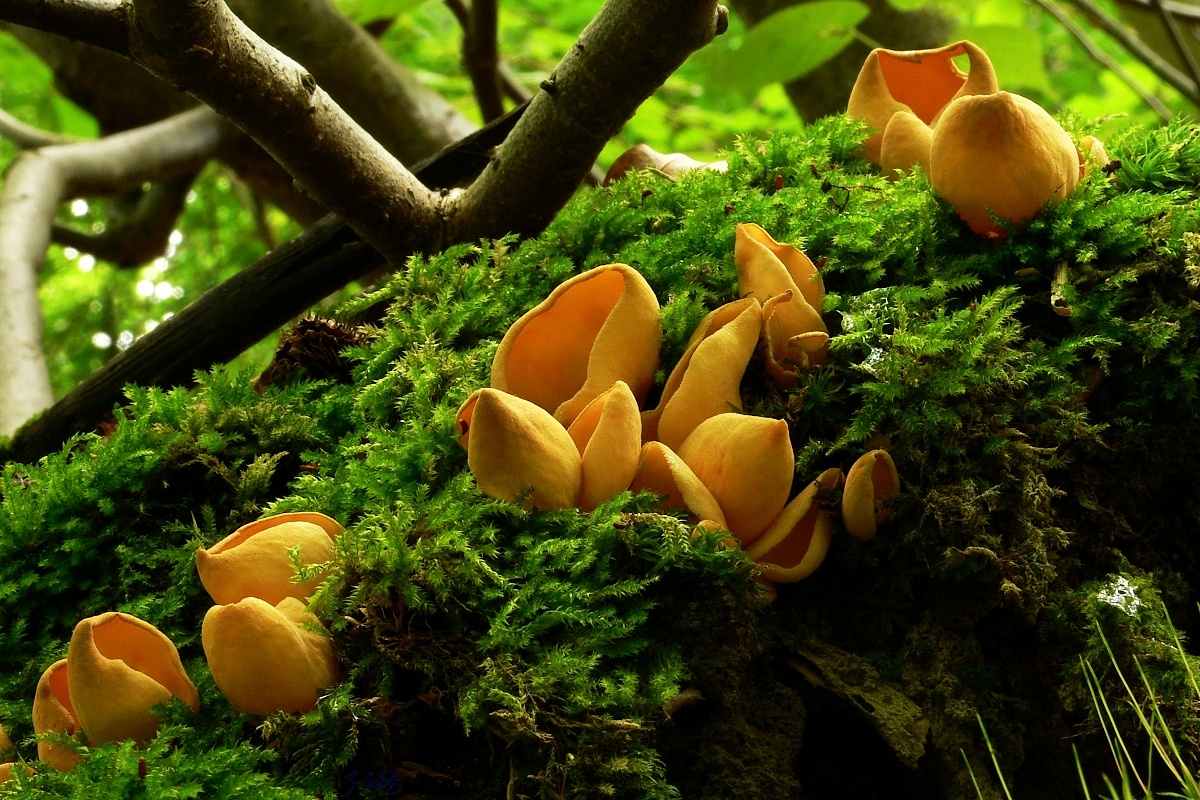
Eselsohr
Otidea onotica

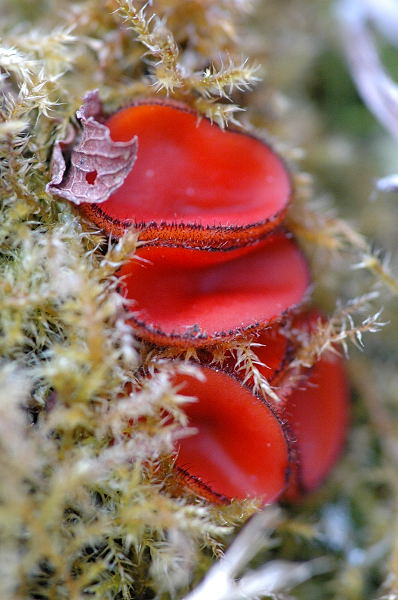
Gewöhnlicher Schildborstling
Scutellinia scutellata

Die Feuerkissenverwandten bilden die größte Familie aus der Ordnung der Becherlingsartigen, wodurch sie sehr unterschiedlich in Form und Aussehen sein können. Das Apothecium kann gestielt oder ungestielt, becher- bis scheibenförmig, polsterförmig oder gewunden sein. Auch unterirdische, trüffelähnliche Fruchtkörper sind bekannt. Die Apotheciengröße schwankt zwischen < 1 mm und 12 cm Durchmesser. Sie können durch carotinoide Pigmente lebhaft gefärbt sein.
Es fehlt ein gemeinsames morphologisches Merkmal innerhalb der Familie, weswegen von mehreren Autoren bis jetzt erfolglos versucht wurde, sie in mehrere Familien aufzuspalten.

## Ökologie und Verbreitung
Die Arten der Familie sind hauptsächlich in gemäßigten bis arktisch-alpinen Gebieten verbreitet, einige wenige Arten kommen auch in den Tropen vor. Ökologisch werden eine Vielzahl von Substraten besiedelt, sie leben sowohl auf dem Boden als auch auf Dung, Holz, Brandplätzen, Harn oder Moosen. Die Mehrheit lebt saprobiontisch, aber die Ernährungsstrategie der meisten Arten ist noch unzureichend erforscht. Mehrere Gattungen werden als Moosparasiten angesehen, aber auch Ektomycorrhiza-Bildner sind dokumentiert.

## Taxonomie
Perry und Autoren (2007) untersuchten die Pyronemataceae phylogenetisch und bestätigten die Hypothese, dass sie keine monophyletische Einheit bilden. Dennoch war der Großteil innerhalb einer einzelnen Klade, die allerdings statistisch nur schwach abgesichert war. Insgesamt teilen sie sich in 14 Kladen auf, die frühere Familie Ascodesmidaceae ist eindeutig eine monophyletische Klade innerhalb der Pyronemataceae. Dennoch sind die bisherigen Daten noch nicht ausreichend, die Familie in mehrere Familien zu spalten.
Die Familien Gallertkugelverwandten (Sarcosomataceae) und Kelchbecherlingsverwandten (Sarcoscyphaceae) wurden als eigenständige Schwesterfamilien der Pyronemataceae bestätigt.

## Gattungen
Folgende Gattungsliste basiert auf „Outline of Ascomycota“. Noch nicht inbegriffen sind die drei Gattungen der früheren Familie Ascodesmidaceae Ascodesmis, Eleutherascus und Lasiobolus:
Acervus,
Aleuria,
Aleurina,
Anthracobia,
Aparaphysaria,
Arpinia,
Ascocalathium,
Ascosparassis,
Boubovia,
Byssonectria,
Boudierella,
Chaetothiersia
Chalazion,
Cheilymenia,
Cleistothelebolus,
Dictyocoprotus,
Eoaleurina,
Galeoscypha,
Genea,
Geneosperma,
Geopora,
Geopyxis (mit dem Gemeinen Kohlenbecherling (Geopyxis carbonaria)),
Gilkeya,
Hiemsia,
Humaria,
Hydnocystis,
Hypotarzetta,
Jafnea,
Kotlabaea,
Lamprospora,
Lasiobolidium,
Lathraeodiscus,
Lazuardia,
Leucoscypha,
Luciotrichus,
Melastiza mit dem Mennigfarbigen Borstling (Melastiza chateri),
Miladina,
Moravecia,
Mycogalopsis,
Nannfeldtiella,
Neottiella,
Nothojafnea,
Octospora,
Octosporella,
Orbicula (unsichere Zuordnung),
Otidea (mit den Synonymen Otideopsis und Flavoscypha),
Oviascoma,
Parascutellinia,
Paratrichophaea,
Paurocotylis,
Petchiomyces,
Phaeangium,
Pseudaleuria,
Pseudombrophila,
Psilopezia,
Pulvinula,
Pyronema,
Pyropyxis,
Ramsbottomia,
Rhizoblepharia,
Rhodoscypha,
Rhodotarzetta,
Scutellinia,
Smardaea,
Sowerbyella (mit Sowerbyella imperialis, Sowerbyella laevispora),
Sphaerosoma,
Sphaerosporella,
Spooneromyces,
Stephensia,
Tarzetta,
Tricharina,
Trichophaea,
Trichophaeopsis,
Warcupia,
Wenyingia,
Wilcoxina